# إدموند (شرق أنغليا)
إدموند من شرق أنغليا (المعروف أيضا باسم سانت ادموند أو إدموند الشهيد ، 20 نوفمبر 869) ملك شرق أنغليا من حوالي 855 حتى وفاته، ذكر لأول مرة في أحد المخطوطات التي تؤرخ تاريخ الأنجلو ساكسون، بعد عدة سنوات من وفاته. لا شيء تقريبا معروف عن إدموند. ويعتقد أنه كان من أصل شرق أنغليا، دمرت مملكة شرق أنغليا من قبل الفايكنج، الذين دمروا أي دليل معاصر على عهده. أنتج كتّاب قصصًا خيالية عن حياته، يعتقد أنه ولد في عام 841 ، وهو ابن إيثورد من شرق أنغليا، وهو ملك غامض في شرق إنجلترا، والذي قيل إن إدموند نجح عندما كان في الرابعة عشرة (أو بدلاً من ذلك أنه كان الابن الأصغر لملك جرماني يدعى اكميند) تروي نسخ لاحقة من حياة إدموند أنه توج في 25 ديسمبر 855 في بيرنا (على الأرجح بوريس سانت ماري في سوفولك) والتي كانت في ذلك الوقت عاصمة ملكية، وأنه أصبح ملكًا.

## معرض صور

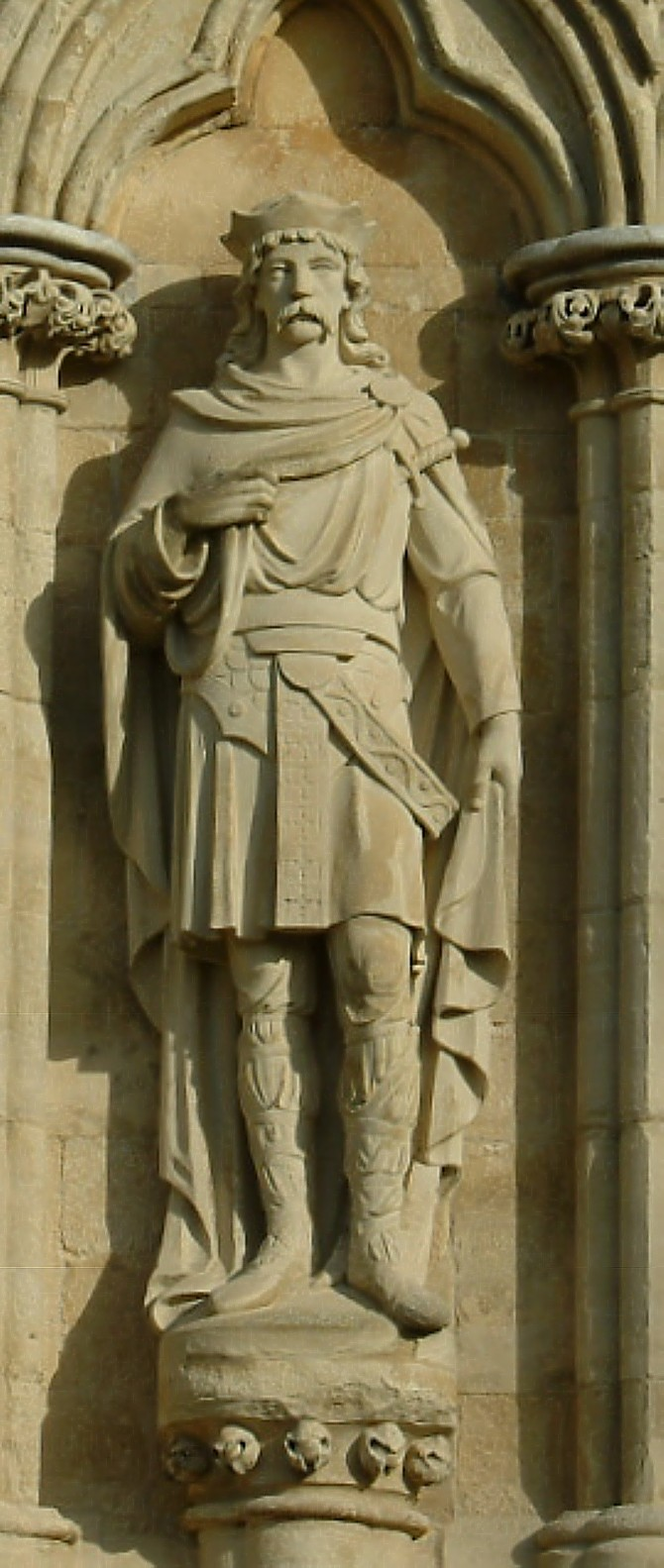
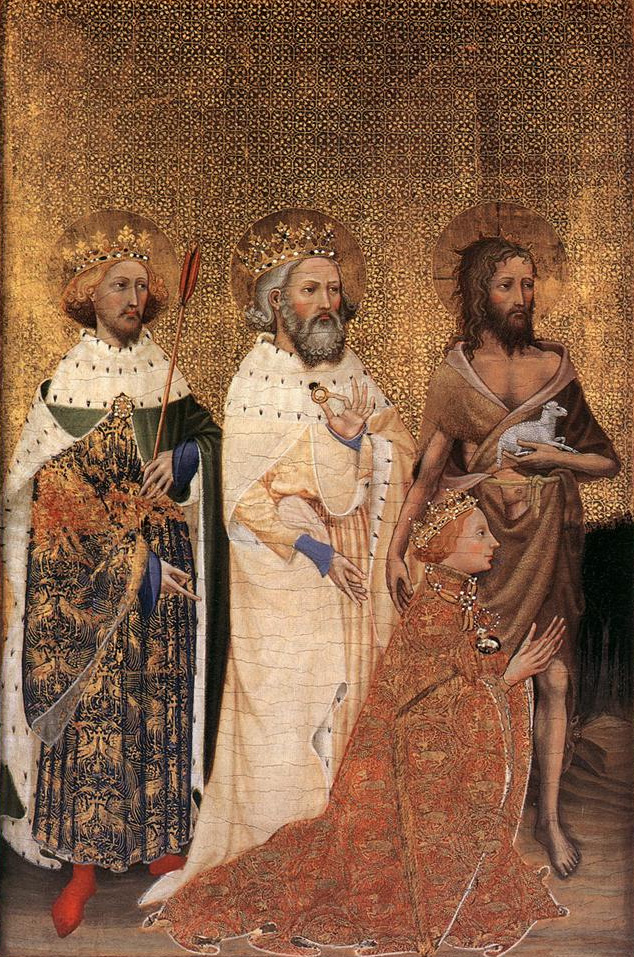
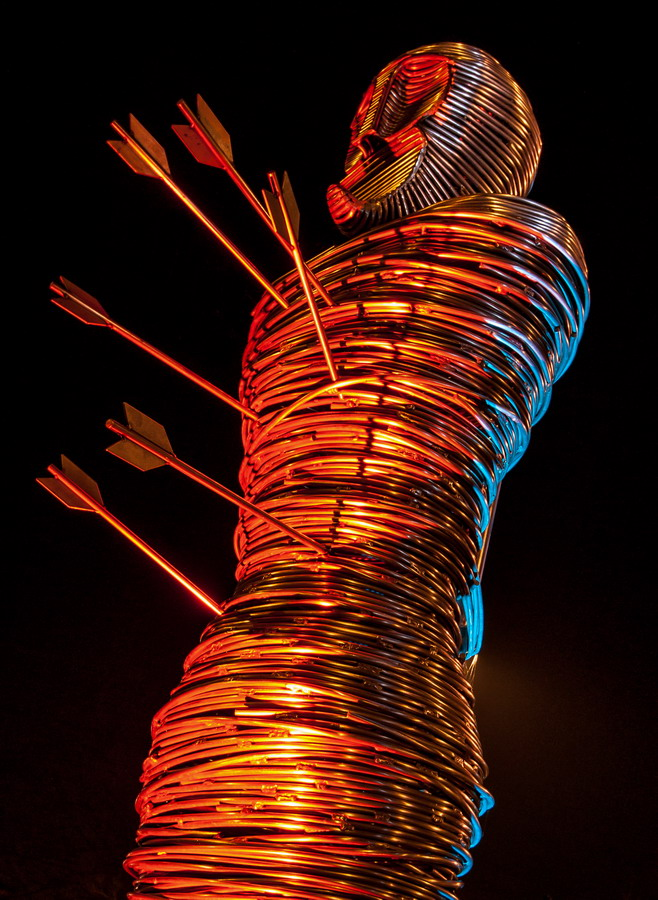
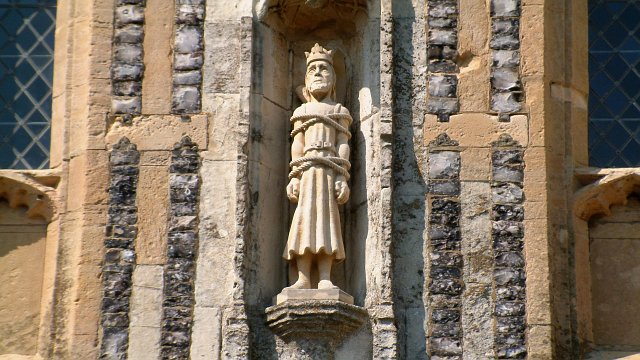
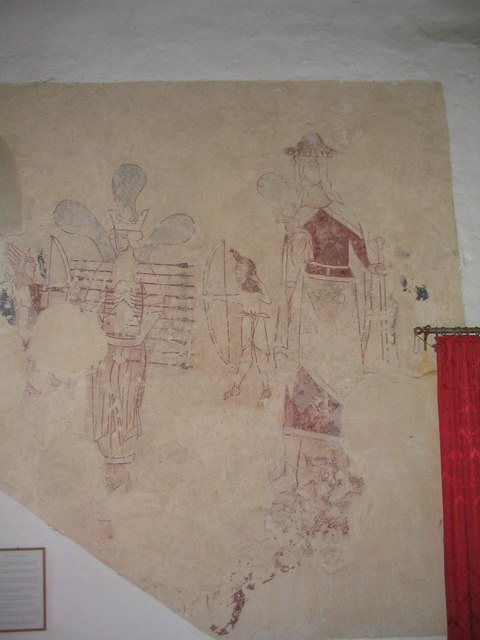
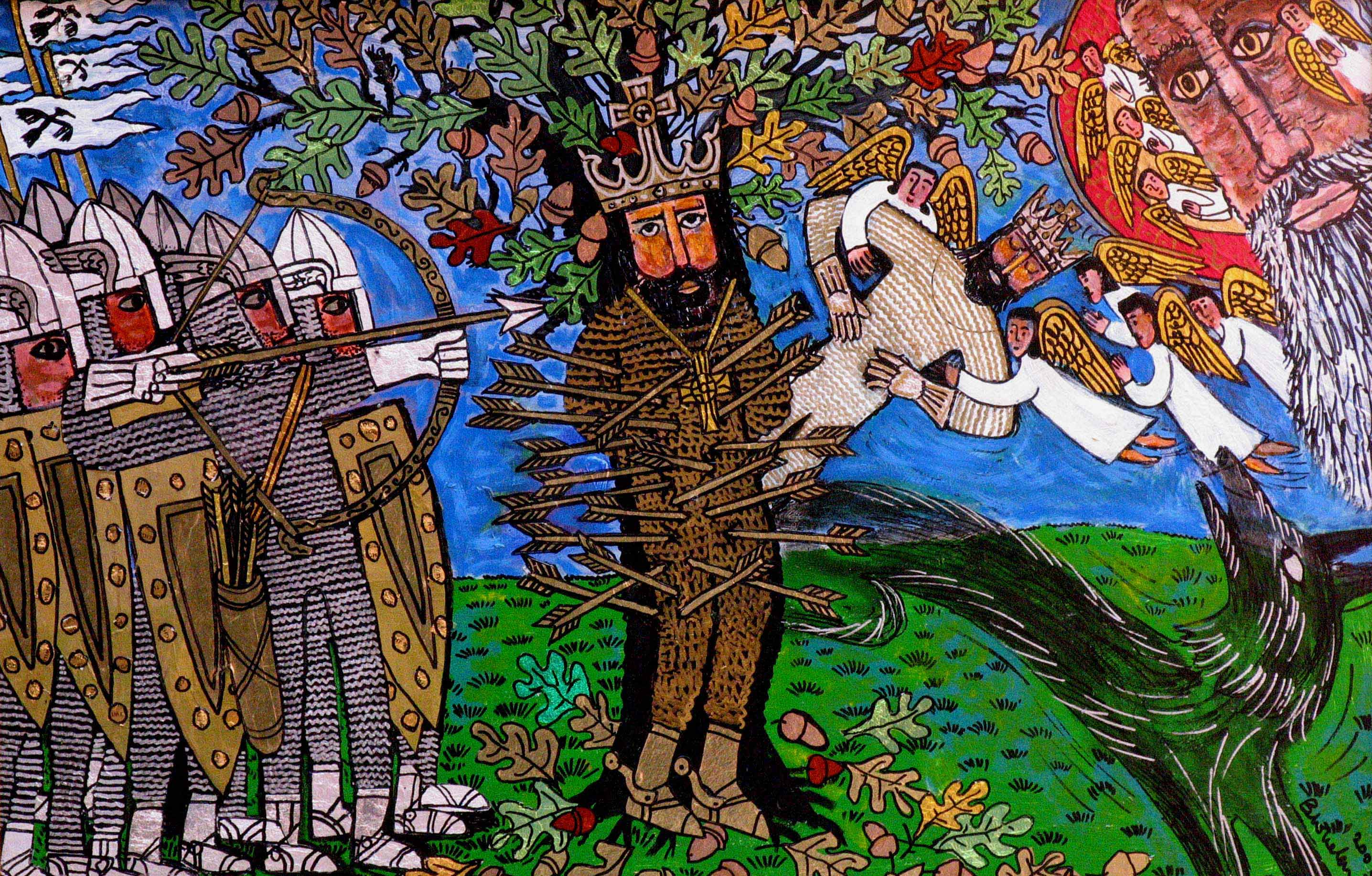